# Rebutia buiningiana

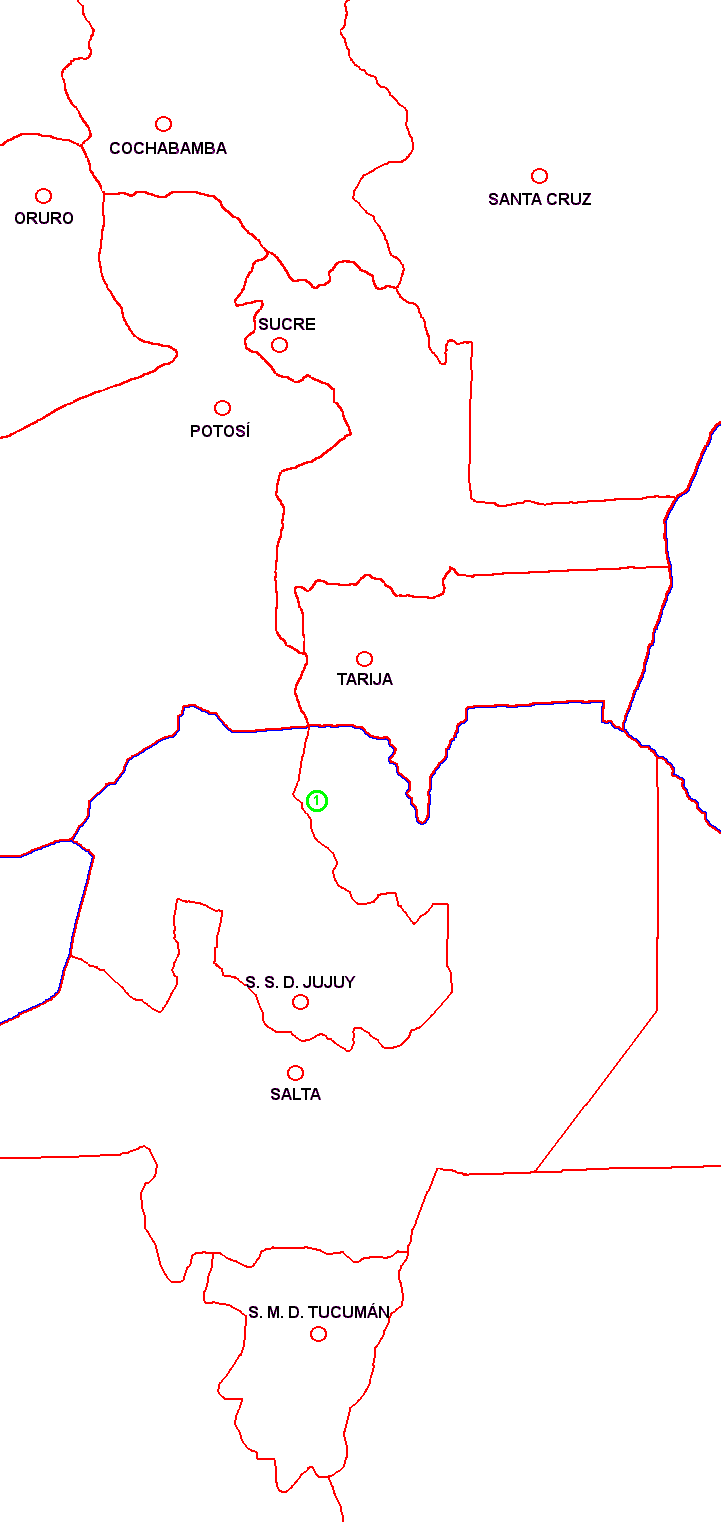
Mapa rozšíření R. buiningiana

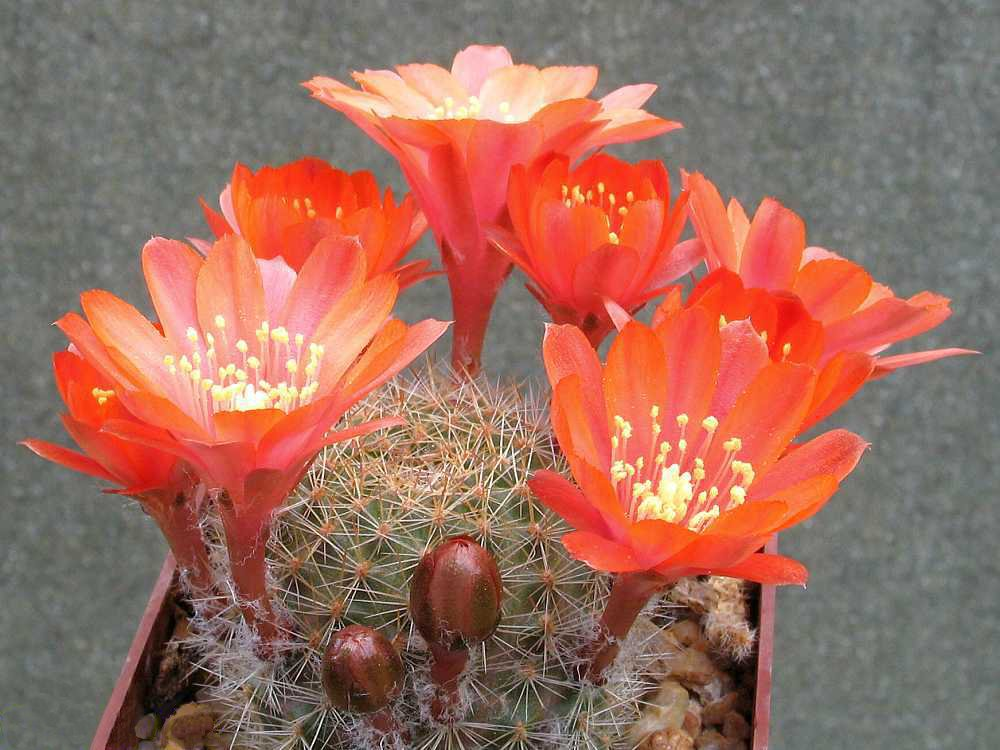
R. buiningiana f. SE61B

Rebutia buiningiana je zajímavá rostlina ze sekce Aylostera ze severní Argentiny z hraniční oblasti provincií Jujuy a Salta. Pojmenována byla na počest holandského znalce kaktusů A. F. H. Buininga.

## Rebutia buiningianaRausch
Rausch, Walter; Kakteen und andere Sukkulenten, 23: 98, 1972
Sekce Aylostera, řada Buiningiana

### Popis
Stonek jednotlivý, zřídka odnožující, v kultuře tvořící malé trsy, kulovitý, až 50 mm široký, s vláknitými kořeny, pokožka světle šedozelená; žeber až 20, spirálovitá, rozložená do okrouhlých, asi 4 mm širokých hrbolků; areoly okrouhlé až oválné, asi 2 mm široké, bíle až světle hnědě plstnaté. Okrajových trnů 14 – 16, široce roztažené, 6 – 10 mm dlouhé, tenké, křehké, sklovitě bílé; středové trny 2 – 3, umístěné v areole nad sebou, poněkud silnější, až 14 mm dlouhé, bílé s hnědou špičkou a hnědou zesílenou patou.
Květy na boku rostliny, působící dosti plně, 35 mm dlouhé, 30 mm široké, růžově oranžové, v další dny blednoucí do měkké, světle oranžové; květní lůžko a trubka oranžově růžové, s hnědými šupinami a bílými vlasy a štětinami; vnější okvětní plátky kopisťovité, světle růžové s nahnědlými špičkami; vnitřní okvětní lístky kopisťovité, růžově oranžové; jícen bělavě růžový; nitky bělavé; čnělka nažloutlá, na asi 10 mm srostlá s trubkou, blizna se 6 rameny, žlutá. Plod kulovitý, asi 5 mm široký, červenohnědý, s tmavě hnědými až černými šupinami, bílými vlasy a štětinami. Semena typu Aylostera, okrouhle přílbovitá, tmavě hnědá, asi 1 mm velká.

### Variety a formy
Variety ani formy nebyly popsány, druh je zřejmě známý jen z jedné lokality, rostliny ve sbírkách vykazují jen velmi malé rozdíly. Výrazněji se mění jen zbarvení květů, nikoliv však mezi různými rostlinami, ale v průběhu kvetení, v dalších dnech květy zřetelně blednou. Kromě sběru, ze kterého byl vybrán typ druhu, WR511, byl jako R. buiningiana označen také sběr KK860, ale tato identifikace je vzhledem k dosti vzdálenému místu původu značně problematická. Nověji byl jako R. buiningiana ? označen sběr RH1387 a jako R. buiningiana f. sběry RH605 a SE61B, u tohoto posledního sběru je zbarvení květů růžovější, s vyšším zastoupení červené.

### Výskyt a rozšíření
R. buiningiana pochází ze severní Argentiny, místo nálezu typového sběru leží v provincii Jujuy u Iruya v nadmořské výšce 2700 m. Naleziště uvedené u sběru KK860, Las Cajas, Tarija, 2800 m, se zdá svědčit o něčem jiném. Nověji je tento sběr spojován s Ritterovým nálezem stejného jména (nyní R. archibuiningiana), jehož naleziště leží Knížetově původní lokalizaci místa nálezu přece jen podstatně blíže. Novější sběry jsou rovněž spojeny s Iruya, u sběru SE61B bylo uvedeno Argentina, prov. Jujuy, u Rio Iruya. U sběrů RH bylo jako místo nálezu uvedeno Argentina, prov. Salta, Iruya, rozdíl ve zde uvedené provincii není příliš podstatný, neboť Iruya leží v blízkosti hranice obou provincií.